# Галльская хроника 511 года
Га́лльская хро́ника 511 года (лат. Chronica gallica a. DXI) — анонимная раннесредневековая хроника, описывающая события 379—511 годов.

## Хроника
«Галльская хроника 511 года» сохранилась в единственной рукописи XIII века, хранящейся в настоящее время в Мадриде. Впервые текст хроники был опубликован в 1552 году. Предполагается, что протограф, с которого сделана копия XIII века, был составлен в 733 году, так как в сохранившейся рукописи присутствует запись о включении в этом году в протограф «Галльской хроники 511 года», а также сочинений Сульпиция Севера и Идация.
Предполагается, что анонимный автор хроники проживал на юге Галлии (возможно, в Марселе или Арле). Его сочинение является продолжением «Хроники» Иеронима Стридонского: начинаясь с восшествия на престол Римской империи Феодосия I Великого, хроника заканчивается записью о консулах 510—511 годов. В работе над своей хроникой автор использовал ряд более ранних исторических сочинений, такие как, работы Иеронима Стридонского, Павла Орозия, Сульпиция Севера и Идация, а также был знаком с хроникой Проспера Аквитанского и, возможно, с «Галльской хроникой 452 года».
Всё своё внимание автор хроники уделяет событиям, произошедшим в Галлии и северной части бывшей Римской Испании, особенно завоеваниям вестготов. Записи хроники очень лаконичны и в большинстве случаев более подробно описаны в других исторических источниках. Однако в «Галльской хронике 511 года» содержатся и несколько уникальных свидетельств, например, о гибели в бою с вестготами около 471 года Антемиола, сына императора Прокопия Антемия. Несмотря на присутствующие ошибки в хронологии, хроника в ряде случаев более точна в датировках, чем более близкие к произошедшим событиям хроника Идация и «Галльская хроника 452 года».

### Издания хроники
На латинском языке.
- Chronica gallica a. CCCCLII et DXI. — Monumenta Germaniae Historica. Scriptores. Auctores antiquissimi. Tome IX. Chronica minora saec. IV, V, VI, VII (I). — Berlin, 1892. — S. 615—666. Архивировано 9 января 2015 года.
- Burgess R. The Gallic Chronicle of 511: A New Critical Edition with a Bref Introduction. — Society and Culture in Late Antique Gaul: Revisiting the Sources. — Aldershot, 2001. — P. 85—100. — ISBN 0754606244.

На русском языке.
- Козлов А. С. Тенденциозность «Галльской хроники 511 года» // Античная древность и средние века. — 2006. — Т. 37.